# Буй Тин
Буй Тин (вьет. Bùi Tín; 29 декабря 1927 года, Ханой, Французский Индокитай — 11 августа, 2018 года, Париж, Франция) — полковник армии Северного Вьетнама, в числе группы других северовьетнамских военнослужащих участвовавший в принятии капитуляции Южного Вьетнама в 1975 году и позднее ставший невозвращенцем и диссидентом.

## Биография

### Ранние годы
Родился в знатной семье во Французском Индокитае недалеко от Ханоя. Его отец был придворным императора Бао Дая, однако позже присоединился к националистическому движению Вьетминь, которое возглавлял Хо Ши Мин, после падения монархии стал председателем Национального собрания Вьетнама.
Учился в г. Хюэ. Во время Августовской революции 1945 года стал активным сторонником независимости Вьетнама. В 19 лет членом коммунистической партии. Позднее он вступил в ряды Вьетминя.

### Карьера во Вьетнаме
Участвовал в битве при Дьенбьенфу, где получил ранение. Позднее служил в Генеральном штабе Северного Вьетнама и во время Вьетнамской войны участвовал в допросах американских военнопленных, включая будущего кандидата в президенты США Джона Маккейна.
Получил известность за своё участие в ходе финальной битвы за Сайгон в апреле 1975 года. После взятия армией Северного Вьетнама президентского Дворца Независимости, Буй Тин в составе группы северовьетнамских военных вошел в здание дворца, где собралось всё руководство Южного Вьетнама. Президент Южного Вьетнама Зыонг Ван Минь заявил, что готов официально передать власть северянам. Как старший по званию офицер в группе северян, Буй Тин произнес ставшие впоследствии знаменитыми слова: «Старого режима больше нет. Вы не можете передать власть, которой у вас нет. Сдавайтесь немедленно!» (вьет. Chính quyền cũ đã hoàn toàn sụp đổ. Ông không thể bàn giao cái mà ông không có. Các ông phải đầu hàng ngay tức khắc!).
После победы работал заместителем главного редактора газеты «Нян зан» — главного печатного органа Коммунистической партии Вьетнама; отвечал за выпуск ее еженедельной версии.

### Бегство на Запад
В 1980-х годах Буй Тин, наблюдая окружающую его коррупцию и некомпетентность правящей верхушки коммунистической партии, разочаровался в коммунистической идеологии. В сентябре 1990 году находясь во Франции в служебной командировке, отказался возвращаться и попросил французские власти о предоставлении ему политического убежища. Этот поступок оказался полной неожиданностью для руководства Вьетнама, поскольку Буй Тин считался стойким коммунистом, членом партийной элиты. Подал во вьетнамское посольство в Париже письмо, озаглавленное «Обращение простого одинокого человека», в котором выразил глубокую озабоченность политической и экономической ситуацией в стране.

#### Передачи Би-би-си
Вьетнамская служба Би-би-си предоставила Буй Тину возможность изложить свои взгляды в специальной серии передач, транслировавшихся на Вьетнам в течение шести недель. В этих передачах Буй Тин обличал «бюрократизм, безответственность, эгоизм, коррупцию и лживость» коммунистического режима Вьетнама. В частности он говорил:
Каждый вьетнамец озабочен нынешним состоянием страны. Есть острые экономические проблемы, возвращение галопирующей инфляции, рост цен, повседневное снижение уровня жизни государственных служащих и партийных работников.
Буй Тин призывал к созданию в стране подлинно демократического режима, в основе которого будут интересы людей. Он также предлагал изменить название государства: вместо Социалистической республики — Демократическая республика Вьетнам и партии: вместо Коммунистической партии — Рабочая партия Вьетнама. Буй Тин утверждал, что «это вернет подлинный смысл нашей борьбе». В передачах Би-би-си Буй Тин также раскрыл подробности о личной жизни коммунистических лидеров Вьетнама, что вызвало особенное озлобление официального Ханоя, поскольку эти сведения тщательно скрывались от народных масс Вьетнама.
До последнего дня его жизни официальные вьетнамские СМИ называли Буй Тина предателем. О его кончине в августе 2018 года не написала ни одна газета во Вьетнаме.

## Творчество
Буй Тин — автор двух книг-мемуаров на английском языке:
- «Следуя за Хо Ши Мином: мемуары северовьетнамского полковника» (Following Ho Chi Minh: The Memoirs of a North Vietnamese Colonel). Существует мнение, что книга нанесла удар по легитимности компартии Вьетнама[2].
- «От врага к другу: северовьетнамская перспектива войны» (From Enemy To Friend: A North Vietnamese Perspective on the War).